# Dow Freiberg
Dow Freiberg, właśc. Berek Freiberg (ur. 15 maja 1927 w Warszawie, zm. 26 marca 2008 w Ramli) – izraelski pisarz, były więzień obozu w Sobiborze i świadek na procesie Adolfa Eichmanna i Iwana Demianiuka.

## Życiorys
Jego rodzicami byli Mojżesz i Rebeka Freiberg. Dzieciństwo spędził w Łodzi, gdzie ojciec był robotnikiem w fabryce. Po wybuchu II wojny światowej jego ojciec zginął rozstrzelany podczas próby przedostania się na Wschód, owdowiała matka powróciła z dziećmi do Warszawy. W listopadzie 1940 rodzina Dowa Freiberga znalazła się w getcie, a gdy rok później eksterminacja się nasiliła i ludzie zaczęli masowo umierać z głodu, postanowił uciec. Został przemycony na aryjską stronę i przedostał się do Turobina, gdzie mieszkał brat jego ojca. 17 maja 1942 hitlerowcy otoczyli wieś i schwytali miejscowych Żydów, a następnie przewieźli ich razem z więźniami z getta w Krasnymstawie do obozu w Sobiborze. Miał piętnaście lat i został wyznaczony do kopania dołów na masowe mogiły dla ofiar egzekucji, a następnie przesunięto go do magazynu odzieży, gdzie sortował rzeczy pozostałe po ofiarach. Gdy 14 października 1943 w obozie wybuchł bunt, wśród trzystu więźniów, którym udało się wtedy uciec był Dow Freiberg. Razem z Józefem Serczukiem dołączył do walczącej na Lubelszczyźnie partyzantki i tak dotrwał do wkroczenia Armii Czerwonej w lipcu 1944.
Po zakończeniu wojny na krótko zamieszkał w Łodzi, a następnie wyjechał do Niemiec, gdzie poznał swoją pochodzącą z ZSRR żonę Sarę. W 1947 byli w grupie Żydów podróżujących statkiem Exodus, którego Brytyjczycy nie przyjęli w porcie w Mandacie Palestyny. Rok później Freiberg znalazł się w Palestynie jako uczestnik grupy szkoleniowej, walczył o wolny Izrael. Po 1949 zamieszkał na stałe w Ramli.
W 1961 zeznawał w procesie Adolfa Eichmanna, gdzie wyjawił prawdę o obozie w Sobiborze, a w 1965 w sprawie esesmanów z Sobiboru. Był znany z prelekcji o Holokauście, swoje świadectwo dawał przed studentami i wojskowymi oraz uczestniczył w badaniach nad Holokaustem. Dwa razy przebywał w Polsce, czterdzieści osiem lat po ucieczce pojechał do Sobiboru. Swoje wspomnienia zawarł w czterech książkach.